# Мастерская святого Иосифа для осиротевших мальчиков
 Памятник культуры Малопольского воеводства: регистрационный номер А-328 от 9 февраля 1937 года.
Мастерская святого Иосифа для осиротевших мальчиков (пол. Zakład Św. Józefa dla Osieroconych Chłopców ) — название двух домов в Кракове, Польша. Дома находятся на улице Кармелицкой, 66 – 68. Здания носят название бывшей одноимённой благотворительной организации, которая находилась в нём до 1950 года. Памятник Малопольского воеводства. 
Благотворительная организация «Мастерская святого Иосифа для осиротевших мальчиков» была основана польским художником и общественным деятелем Петром Михаловскоим. Организация занималась воспитанием и профессиональным образованием осиротевших мальчиков. Первоначально благотворительная организация находилась в квартире одного из домов на улице Брацкой и в собственной усадьбе Петра Михаловского в деревне Кшиштофожице в Краковском повяте. В 1857 году мастерская переместилась в дома № 66 - 68 на улице Кармелицкой. 
Здания мастерской были построены в 1848 году в стиле рококо. 9 февраля 1937 года комплекс зданий был внесён в реестр памятников культуры Малопольского воеводства (№ А-328).